# Scorze
Scorze (velenceiül Scorsè) település Olaszországban, Veneto régióban, Velence megyében. Lakosainak száma 18 981 fő (2023. január 1.). Scorze Martellago, Mogliano Veneto, Salzano, Trebaseleghe, Velence, Noale és Zero Branco községekkel határos.

## Népesség
A település népességének változása:
| Lakosok száma | 18 838 | 18 848 | 18 981 |
|               | 2017   | 2018   | 2023   |